# Ooencyrtus calpodicus
Ooencyrtus calpodicus är en stekelart som beskrevs av John S. Noyes 1985. Ooencyrtus calpodicus ingår i släktet Ooencyrtus och familjen sköldlussteklar.
Artens utbredningsområde är:
- Bermuda.
- Kuba.

Inga underarter finns listade i Catalogue of Life.